# 브리엔츠 BRB역
브리엔츠 BRB역(독일어: Bahnhof Brienz BRB)은 스위스 베른주의 브리엔츠 지자체에 있는 기차역이다. 브리엔처 로트호른 산 정상까지 올라가는 브리엔츠 로트호른 철도(BRB)의 하단 종점이다.
역은 브리엔츠역 건너편에 1,000mm 루체른역과 인터라켄 동역까지 운행하는 첸트랄반 브뤼닉선이다. 또한 포스트버스 스위스가 제공하는 시외 버스망과 BLS AG가 운영하는 인근 부두의 브리엔츠 호수까지 운송 서비스를 제공하며, 다른 목적지 중에서 버스는 발렌베르크 야외 박물관, 기스바흐 폭포로 가는 기스바흐반의 하부 역까지 연결된다.
쥐라-베른-루체른 철도가 브리엔츠역을 개통한 지 4년 후인 1892년에 역이 개업했다.

## 운행편
다음 서비스는 브리엔츠 BRB역에서 정차한다.
- 6~10월: 브리엔처 로트호른까지 매시간 운행